# Wettervorhersage für den 5. und 6. Juni 1944 im Ärmelkanal

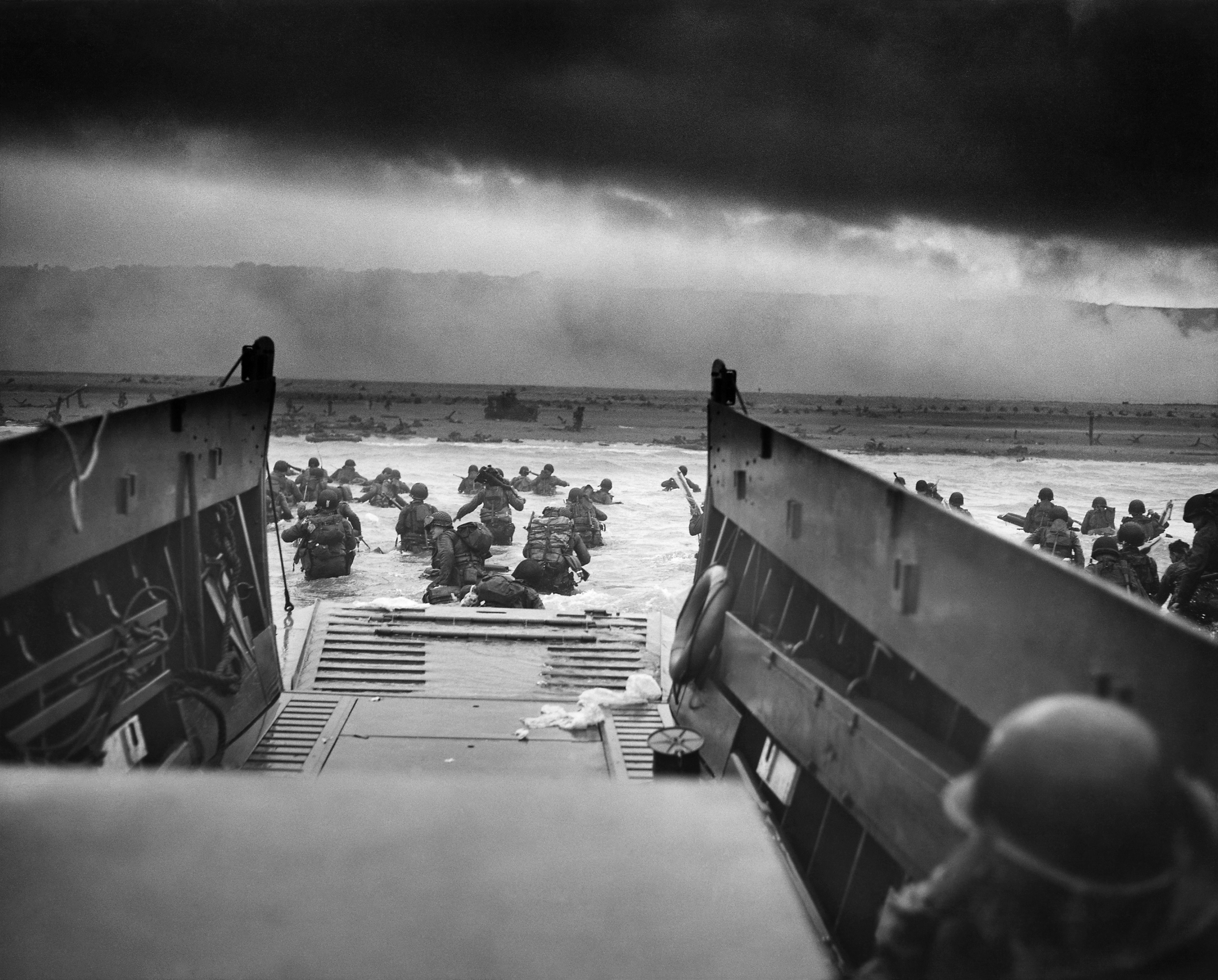
Into the Jaws of Death: Truppen der US-Armee landen am D-Day am Omaha Beach

Die Wettervorhersage für den 5. und 6. Juni 1944 im Ärmelkanal ist als „vielleicht die wichtigste Wetterprognose, die je erstellt wurde“ bezeichnet worden, weil von ihr die Landung der alliierten Truppen in der Normandie abhing. Für den Tag der Landung (D-Day) forderten die Militärs eine Fünf-Tage-Vorhersage, was auch noch heute in Gebieten mit hoch variablem Wetter an die Grenzen der Vorhersagemöglichkeiten geht. Immerhin konnten die Meteorologen eine Landung am 5. Juni verhindern, die am Wetter gescheitert wäre, und korrekt eine kurze Schönwetterperiode am 6. Juni vorhersagen. Vom tatsächlichen Ablauf der Ereignisse haben die Beteiligten teilweise widersprüchliche Berichte hinterlassen.

## Struktur der alliierten Wetterdienste

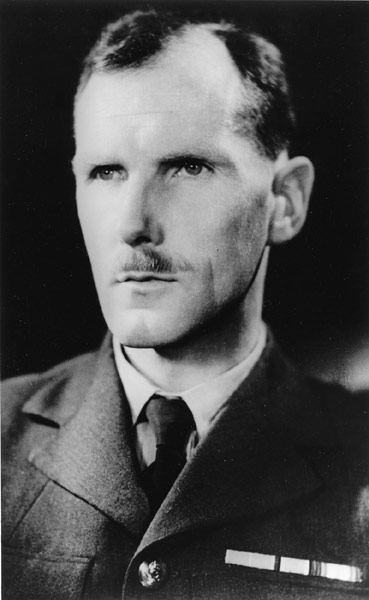
Der Chefmeteorologe beim Oberbefehlshaber: James Martin Stagg

An der Vorhersage für den D-Day waren drei Wetterdienste beteiligt:
1. Das britische Wetteramt (Meteorological Office) mit Sitz in Dunstable wurde von dem Zivilisten C. K. M. Douglas geleitet. Es war dem Luftfahrtministerium unterstellt, lieferte aber auch die Wettervorhersage für das britische Heer. Von den Beteiligten wurde er immer nur als „Dunstable“ bezeichnet.
2. Der Wetterdienst der Admiralität in London arbeitete für die britische und US-amerikanische Kriegsmarine. Er hatte unbestritten die größte Kompetenz für die Seebedingungen – speziell die Dünung – im Ärmelkanal.
3. Der Wetterdienst der US-amerikanischen Heeresflieger (United States Army Air Forces), zuletzt unter Oberst Irving P. Krick, hatte in Großbritannien einen Sitz in Widewing. Er lieferte die Wettervorhersage für sämtliche US-amerikanischen Luft- und Landstreitkräfte in Europa.

Die verschiedenen Wettervorhersagen liefen beim Chefmeteorologen von Oberbefehlshaber General Eisenhower, dem Briten James Martin Stagg, zusammen. Ihm war ein US-amerikanischer Verbindungsoffizier zugeordnet. Stagg war für seine Aufgabe nur formell qualifiziert, denn er hatte wissenschaftlich vor allem über Erdmagnetismus gearbeitet und sein Berufsleben in der Verwaltung verbracht. Dem Chefmeteorologen stand kein eigener Wetterdienst zur Verfügung. Seine Aufgabe bestand darin, aus den unterschiedlichen Vorhersagen einen Kompromiss zu formulieren, der wiederum an die alliierten Teilstreitkräfte ausgegeben wurde.
Die Beteiligten haben später diese Struktur kritisiert. Allerdings lässt sie sich damit rechtfertigen, dass es so der deutschen Luftwaffe nicht gelingen konnte, den kompletten Wetterdienst durch einen Bombenschlag auszulöschen.

## Anforderungen an die Wettervorhersage
Für die Landungsoperation kam nur ein Tag mit Ebbe kurz nach Sonnenaufgang in Frage, so dass eine zweite Welle mit der nächsten Ebbe am Abend folgen konnte. Außerdem sollte es sich um extremes Niedrigwasser handeln, also einen Tag mit Neu- oder Vollmond, damit die von der Wehrmacht installierten Unterwasserhindernisse so weit wie möglich exponiert waren. Aus demselben Grund sollte das Wetter ruhig sein. Am 6. Juni 1944 war Vollmond.
Darüber hinaus hatte jede Waffengattung eigene Vorstellungen von „gutem Wetter“. Für die Luftlandeoperationen wäre Vollmond sowie ein wolkenloser Himmel ideal gewesen; Morgennebel hätte das Sammeln der Fallschirmjäger behindert. Die Windstärke durfte in den Zielzonen 20 Meilen pro Stunde nicht überschreiten. Aus Sicht des Bomberkommandos durften nicht mehr als 60 Prozent des Himmels bedeckt sein, und die Wolkenbasis musste mindestens 3000 Fuß hoch liegen. Außerdem musste für den Flugbetrieb das Wetter in Süd- und Ostengland berücksichtigt werden. Das Heer wünschte sich einen festen, tragfähigen Untergrund, was Regen in den Tagen vor der Invasion problematisch machte.
Am schärfsten waren die Anforderungen der Marine: Für die Landeoperationen durfte ein auflandiger Wind zehn bis zwölf Meilen pro Stunde nicht überschreiten, andererseits war Windstille wegen der Gefahr von Nebelbildung und Gasangriffen ebenfalls ein Problem. Die Sicht musste mindestens drei Meilen betragen. In den Tagen vor der Landung sollte es keinen Sturm im Kanal oder auf dem Atlantik geben, weil die Landungsschiffe teilweise mehrere Tage Anfahrt zu bewältigen hatten. Außerdem musste die Dünung berücksichtigt werden.
Die Invasion war frühestens für den Mai geplant. Chefmeteorologe Stagg kam bei der Auswertung historischer Wetterdaten zu dem Ergebnis, dass die Chance für „gutes Wetter“ im Sinne aller Waffengattungen im Frühsommer während eines Neu- oder Vollmonds bei 1 zu 25 bis 30 lag; wenn auf Vollmond bestanden wurde, halbierte sie sich noch einmal. Für ihn unerwartet ergab sich jedoch auch, dass die Chancen für gutes Wetter im Juni doppelt so gut wie in einem Mai sein würden, während sie sich im Juli wieder drastisch verschlechterten.

## Vorbereitungen
Die Militärplaner wünschten sich eine Wettervorhersage für die vier Tage vor „D-Day“, den Tag der Invasion selbst, sowie die folgenden zwei bis drei Tage, was auch heute noch unmöglich wäre. Erst 1939 hatte eine Arbeitsgruppe im britischen Wetteramt begonnen, an langfristigen Vorhersagen zu arbeiten. 1944 gab das Wetteramt eine Vorhersage für die nächsten 24 Stunden heraus und nannte dann die „weiteren Aussichten“ für die folgenden ein bis zwei Tage, ohne dass dafür formelle Regeln bestanden hätten. Das Oberkommando SHAEF gab sich schließlich mit einer Fünf-Tage-Vorhersage zufrieden.
Zum gegenseitigen Unverständnis trug bei, dass die US-amerikanischen Heeresflieger in Washington regelmäßig präzise formulierte Fünf-Tage-Vorhersagen lieferten. Sie beruhten auf einer statistischen Auswertung historischer Wetterdaten an der Erdoberfläche, wobei angenommen wurde, dass das Wetter der nächsten fünf Tage dem am nächsten kommenden historischen Vorbild folgen würde. Dieses „Analog-Verfahren“ war von Irving P. Krick vom California Institute of Technology ausgearbeitet worden, der dann an den Wetterdienst der US-Heeresflieger in Großbritannien berufen wurde. Der US-amerikanische Wetterdienst publizierte in diesen Tagen überdies die Wetterkarten der nördlichen Hemisphäre für jeden Tag der vergangenen 50 Jahre.

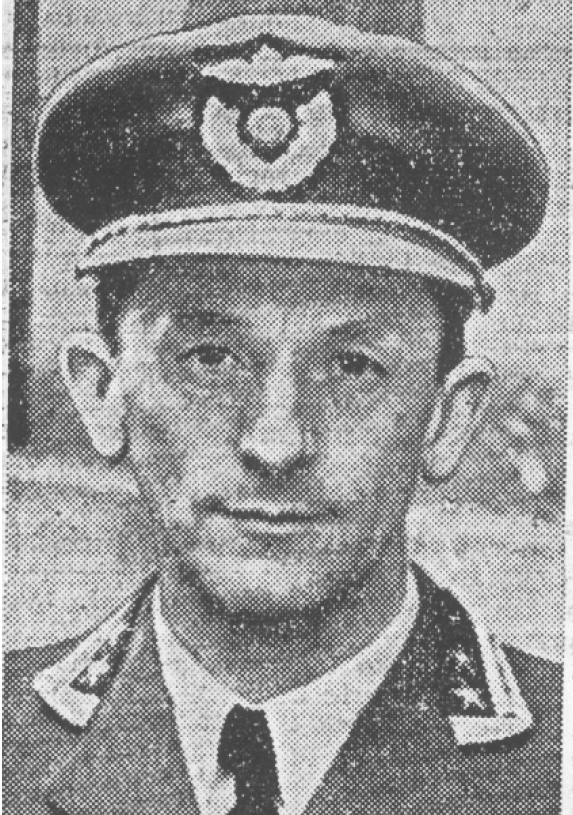
Sverre Petterssen in norwegischer Uniform

Aus Sicht der britischen Meteorologen waren die US-amerikanischen Vorhersagen des britischen Wetters wertlos. Da das Wetter nicht nur von den Wärme- und Feuchtigkeitsaustauschprozessen an der Erdoberfläche, sondern auch in den höheren Luftschichten abhängt, können ähnliche Wettermuster an der Oberfläche von unterschiedlichen Wetterprozessen in den oberen Luftschichten angetrieben werden und deswegen im weiteren Ablauf divergieren. Deswegen war der Norweger Sverre Petterssen – ein Spezialist für die oberen Luftschichten und Entdecker des jet streams – nach Dunstable geholt worden. Erst während der ersten Kriegsjahre waren regelmäßig Wind- und Temperaturdaten aus 18.000 bis 20.000 Fuß Höhe erhoben geworden.
Der britische Wetterdienst in Dunstable wagte sich auf dieser Grundlage an Drei-Tage-Vorhersagen, wobei die Vorhersage für den dritten Tag sehr allgemein gehalten war. Im Ergebnis wurden die nunmehr abgeforderten Fünf-Tage-Vorhersagen gegen ihr Ende fast vollständig von den US-amerikanischen Kollegen bestimmt. Ihre Vorhersagen waren zwar präzise formuliert, stellten sich jedoch meist als falsch heraus, während die Prognosen der mit ihrem Wetter vertrauten britischen Meteorologen sehr vorsichtig ausfielen. Auf britischer Seite zeigte sich nur Petterssen, was die Möglichkeit langfristiger Vorhersagen anging, optimistisch, denn er hatte bereits in Norwegen bei passenden Wetterlagen viertägige Vorhersagen herausgegeben. Ebenfalls in Dunstable arbeitete Douglas, wahrscheinlich der Meteorologe mit dem größten Gespür für das britische Wetter. Allerdings beruhten seine anerkannt guten Vorhersagen auf Intuition, und er konnte sie meist schlecht sachlich begründen. Das Team aus Petterssen – auf der Grundlage seiner Studien zu den oberen Luftschichten – und Douglas lieferte auch im Vorlauf zum D-Day die realistischsten Wetterprognosen.
Ab dem Februar 1944 wurden die Wettervorhersagen der drei beteiligten Wetterdienste in Telefonkonferenzen abgestimmt, und ab dem März wurde wöchentlich eine Fünf-Tage-Wettervorhersage abgegeben. Seit Ende April stimmten bei den Telefonkonferenzen der Wetterdienst der US-Heeresflieger und der britische Wetterdienst in Dunstable bei keiner einzigen Gelegenheit vollständig überein. Die Admiralität schloss sich in der Regel den Kollegen von einem der beiden anderen Wetterdienste an. Da sich die Meteorologen der drei Wetterdienste nur zum Teil zuvor persönlich kennengelernt hatten, wurden die telefonischen Diskussionen nach dem Eindruck von Stagg umso giftiger. Seine Aufgabe war es, aus den manchmal weit voneinander abweichenden Vorhersagen einen Kompromiss zu formulieren. Am 17. April gab er zum ersten Mal vor rund 30 versammelten Admirälen, Generälen und Marschällen des alliierten Oberkommandos eine Wettervorhersage ab. Bei der Vorhersage vom Montag, dem 1. Mai, sagte Stagg eine Verschlechterung für Mitte der Woche voraus, woraufhin eine Übung verschoben wurde. Tatsächlich traf die vorhergesagte Verschlechterung ein.
Besonders problematisch war, dass aus dem Atlantik nur vereinzelte Wettermeldungen vorlagen. Weil sie geheim gehalten werden mussten, wurden sie ver- und wieder entschlüsselt, was zusätzlich Zeit verschlang. Von der US-amerikanischen Atlantikseite sowie durch Wettererkundungsflüge von Nordirland, Westschottland, Cornwall und Gibraltar in den Ostatlantik lagen zwar regelmäßige Wettermeldungen von den Kontinentalrändern vor, jedoch wurden der Mittelatlantik und speziell die Küste vor Südgrönland nur sporadisch erfasst. Die britische Marine stationierte daraufhin zwei Schiffe südlich von Island und nördlich der Azoren.

## Die Vorhersage für D-Day

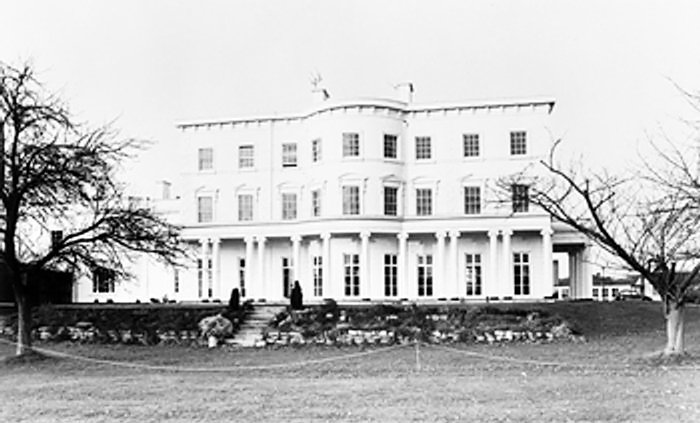
Southwick House bei Portsmouth, das SHAEF-Hauptquartier

Im April und Mai 1944 war das Wetter im Kanalgebiet und in Südengland weitgehend ruhig geblieben, doch waren die Vorbereitungen für die Invasion noch nicht weit genug gediehen. Um den 17. Mai herum wurde ein Tag Anfang Juni ins Auge gefasst; vom Tidenkalender her kam nur der 5. oder 6. Juni in Frage. Am 22. Mai wurde der 5. Juni als Tag der Invasion bestätigt. Das alliierte Oberkommando wurde nach Southwick House nördlich von Portsmouth verlegt.
Bei ihren Wettervorhersagen am 31. Mai und 1. Juni wichen die drei Wetterdienste stark voneinander ab. Über der Arktis hatte sich eine große Kaltluftmasse angesammelt, die nicht abfließen konnte, was die Gefahr von stürmischem Wetter mit sich brachte. Auf dem Atlantik zeichnete sich eine Reihe von vier Tiefdruckgebieten ab, die bis nach Nordamerika reichten. Die US-amerikanischen Meteorologen in Widewing waren jedoch optimistisch, dass sich ein Hoch über den Azoren nach Norden ausdehnen und so die zu erwartenden Stürme nach Norden ablenken würde. Der britische Wetterdienst in Dunstable sagte durchgehend stürmisches Wetter für den Kanal voraus, während die Admiralität eine vermittelnde Position einnahm. Erschwerend kam hinzu, dass die Wetterkarten laufend ergänzt wurden, sobald Wettermeldungen eintrafen, sodass die verschiedenen Meteorologengruppen wahrscheinlich nie auf derselben Datengrundlage argumentierten.
Am Freitag, dem 2. Juni, lichteten die ersten Schiffe in Scapa, vor Westschottland und Nordirland die Anker und nahmen Kurs auf den Kanal. Währenddessen entwickelte sich das Wetter auf dem Atlantik so stürmisch, wie es in den vergangenen 50 Jahren um diese Jahreszeit noch nie registriert worden war. Widewing blieb optimistisch, Dunstable wurde noch pessimistischer.
In der Nacht vom 3. auf den 4. Juni sollten die Schiffe, die sich an der südwestenglischen Küste versammelt hatten, ablegen. Das Azorenhoch spielte in den Diskussionen kaum mehr eine Rolle, auch die Admiralität wurde nun pessimistischer. Am Samstag, dem 3. Juni, um 21:30 Uhr machte Stagg folgende Vorhersage: Eine Serie von drei Tiefdruckgebieten würde in rascher Folge zumindest den Norden der Britischen Inseln durchwandern. Für den Kanal sagte er starke Winde sowie bedeckten Himmel mit Regen voraus. Als sich am Sonntag um 04:15 Uhr die Aussichten nicht gebessert hatten, verschob General Eisenhower die Invasion um einen Tag. Diese Entscheidung war mit dem Risiko verbunden, dass jederzeit deutsche Aufklärungsflugzeuge die Invasionsflotte entdecken konnten. Vom Tidenkalender her kam nur noch der 6. Juni in Frage.
Am Sonntag, dem 4. Juni, entwickelte sich das Wetter für alle Beteiligten unerwartet. Ein Tiefdruckgebiet auf dem Atlantik vor Neufundland wurde stärker als erwartet, was seinen Lauf aufhalten würde. Das würde am Dienstag, dem 6. Juni, gerade Zeit für zwei Landungswellen lassen. Auf der Telefonkonferenz am Nachmittag zerstritten sich der britische und der US-amerikanische Wetterdienst so sehr wie noch nie zuvor. Zwar waren sich inzwischen alle einig, dass eine Kaltfront am 5. Juni den Kanal überqueren würde; der Dissens betraf die Frage, ob das darauf folgende ruhige Wetter lange genug andauern konnte, um die Invasion zu wagen. Zu allem Überfluss enthielt eine Wettermeldung aus einem kritischen Gebiet auf dem Atlantik eine unerklärliche Diskrepanz von ungefähr 20 Millibar Luftdruck. Hier konnten die Meteorologen nicht beurteilen, ob der Luftdruck stieg oder fiel, das Tiefdruckgebiet bereits durchgewandert oder einfach verschwunden war. Am Abend des 4. Juni zeigte die Wetterkarte zwei Tiefdruckgebiete über dem Atlantik, eines nordwestlich von Schottland, das andere südlich von Grönland. Zumindest für den Dienstagmorgen schien die Landung möglich zu sein. Um 21:30 Uhr sagte Stagg das Passieren der Kaltfront voraus sowie darauffolgendes günstiges Wetter am Montag und Dienstag. Auf dieser Konferenz fiel die Entscheidung zur Invasion.

## Das tatsächliche Wetter am 5. und 6. Juni 1944
Während der Nacht von Sonntag auf Montag und bis in den Montagvormittag herrschten an der französischen Küste starke auflandige Winde sowie hohe Wellen mit schlechten Sichtbedingungen, die eine Landung unmöglich gemacht hätten. Außerdem hätte die tiefliegende, geschlossene Wolkendecke Bombardierungen erschwert. Insoweit hatte die Verschiebung um einen Tag eine Katastrophe verhindert. Als das Tiefdruckgebiet in der Nacht vom 4. auf den 5. Juni Schottland überquerte, produzierte es mit 967,8 Millibar den niedrigsten Luftdruck, der seit der Jahrhundertwende auf den Britischen Inseln registriert worden war.

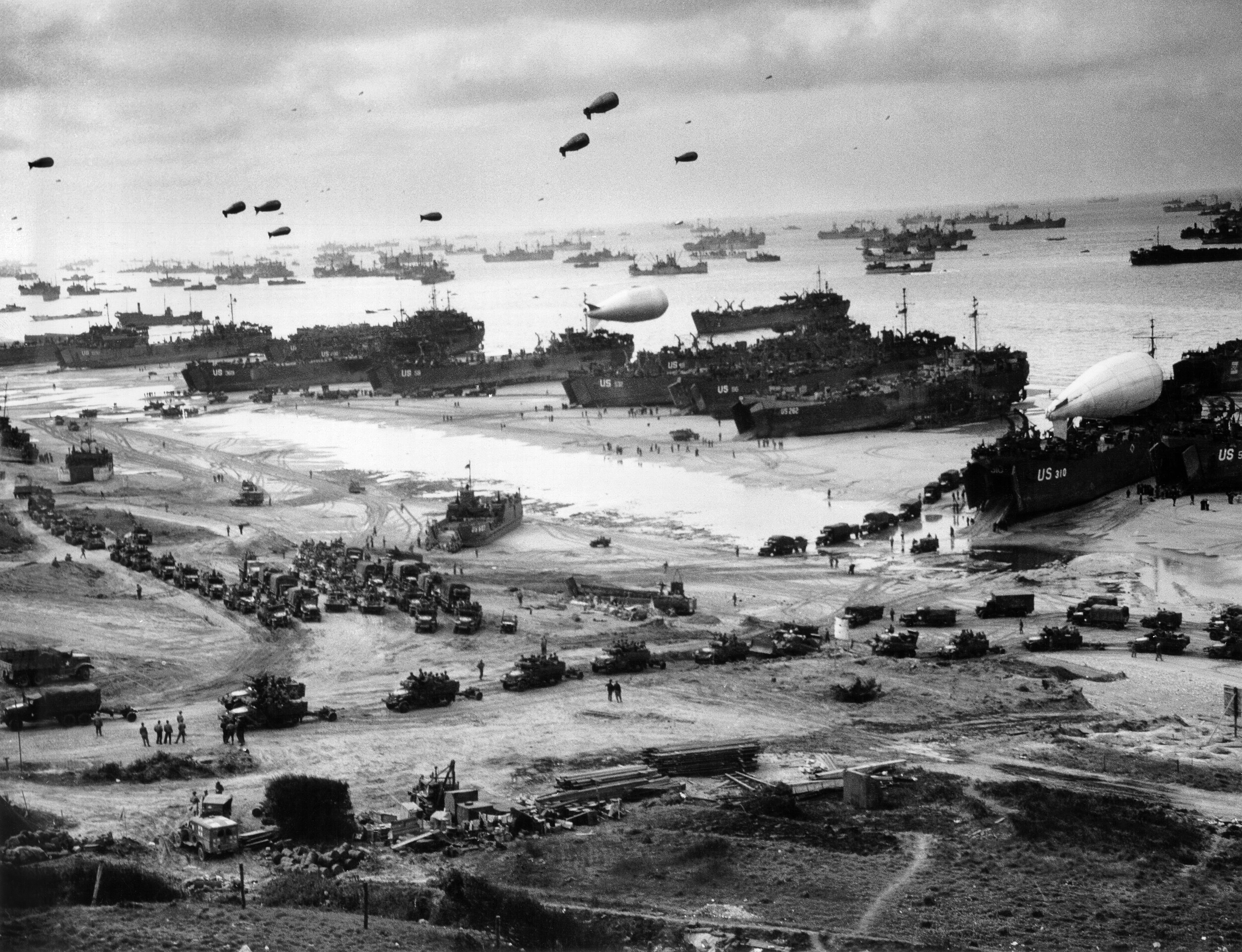
Beginn der alliierten Invasion der Normandie

Am Tag der Invasion klarte der Himmel schon während der Nacht auf, so dass die Bombardierungen beginnen konnten. An den Stränden herrschte eine Windstärke von 3 bis 4, die die Landungsoperationen zusammen mit der Dünung vom Sturm des Vortags etwas behinderte. Während des Tages nahm die Bewölkung zu, aber nie waren mehr als drei Viertel des Himmels bedeckt, und die Wolken lagen nie tiefer als 1000 Fuß. In der Folge bewegte sich das große Tiefdruckgebiet zwischen Schottland und Norwegen nicht wie erwartet ostwärts, sondern südöstlich Richtung Dänemark. Die daraus resultierenden Nordwestwinde erschwerten die Landungsoperationen am Abend. Das hatte aber auch den Vorteil, dass das nachfolgende Tiefdruckgebiet mit seiner tiefliegenden Wolkendecke weiter aufgehalten wurde.
Hätte Eisenhower die kurze Schönwetterperiode vom 6. Juni verstreichen lassen, wäre der nächste mögliche Termin wegen der Tiden erst am 19. Juni (Neumond) gekommen. An diesem und dem folgenden Tag herrschte an der französischen Küste ein Sturm. Die beteiligten Meteorologen haben nie behauptet, dass sie tatsächlich eine Fünf-Tage-Vorhersage leisten könnten, und keiner der drei Wetterdienste hat immer das richtige Wetter vorhergesagt. Aber sie waren in der Lage, anderthalb Tage im Voraus von einer Landung am 5. Juni abzuraten und einen Tag später mit derselben Frist zur Landung am 6. Juni zuzuraten.

## Die deutsche Seite
Den deutschen Meteorologen unter Major Lettau war klar, dass die Invasion 1944 noch vor den regnerischen Herbsttagen kommen musste. Während der ruhigen Tage im Mai hatten sie sie beinahe täglich erwartet. In den ersten Tagen des Juni wurde das Wetter so stürmisch, dass sie nicht mehr mit einer Invasion rechneten. Ein Teil der Truppen wurde für Übungen ins Inland verlegt; General Rommel verließ das Hauptquartier in Paris für eine Reise nach Deutschland. Der Sturm vom 4. auf den 5. Juni hielt die Aufklärungsflugzeuge am Boden und die Marinepatrouillen in den Häfen. So hatten die deutschen Meteorologen zum entscheidenden Zeitpunkt keinerlei Daten vom Atlantik, wo sich das Wetter entwickelte, vorliegen. Insofern war die Überraschung größer, als wenn das Wetter anhaltend schön gewesen wäre.

## Die Darstellung der Wettervorhersage in der Geschichte
Unmittelbar nach dem D-Day stellten US-amerikanische Zeitschriften und Zeitungen die Ereignisse so dar, als ob die britischen Wetterdienste versagt hätten und eine Katastrophe nur dank der US-amerikanischen Meteorologen vermieden worden wäre. Die Quelle dieser Gerüchte konnte nie ermittelt werden. Dieser falsche Eindruck wurde noch verstärkt, als Irving P. Krick 1954 als Erster seine Darstellung der Ereignisse veröffentlichte; dabei hatte er die Vorhersagen geliefert, die am weitesten daneben lagen. Erst durch die späten Publikationen von James Stagg und Sverre Petterssen wurde – auch wenn sie sich gegenseitig mit Vorwürfen überzogen – die Leistung der beiden britischen Wetterdienste bekannt.